# ترپین (اکلاهما)
ترپین(به انگلیسی: Turpin) شهری در ایالت اکلاهما کشور ایالات متحده آمریکا است که جمعیت آن در سرشماری سال ۲۰۱۰ میلادی، ۴۶۷ نفر بوده‌است.